# Danh sách súng ngắn
Trang này bao gồm các loại súng ngắn bán tự động, súng ngắn tự động và tiểu liên cỡ nhỏ và có thể nó sẽ không đầy đủ. Nếu ai biết thì điền vào bảng những khẩu súng bị thiếu.
| Tên                                | Nhà sản xuất                                                | Hình ảnh                                                           | Loại đạn | Quốc gia                                        | Năm            | Loại                                     |
| ---------------------------------- | ----------------------------------------------------------- | ------------------------------------------------------------------ | --- | ----------------------------------------------- | -------------- | ---------------------------------------- |
| 2mm Kolibri                        | Kolibri                                                     |                                                                    | 2.7 mm | Áo-Hung                                         | 1914           | Súng ngắn                                |
| Akdal Ghost TR01                   | Akdal Arms                                                  |                                                                    | 9×19mm Parabellum | Thổ Nhĩ Kỳ                                      | 1990           | Súng ngắn bán tự động                    |
| ALFA Combat                        | ALFA-PROJ                                                   |                                                                    | 9×19mm Parabellum .40 S&W .45 ACP                                                                                              | Tiệp Khắc                                       | 1980           | Súng ngắn bán tự động                    |
| ALFA Defender                      | ALFA-PROJ                                                   |                                                                    | 9×19mm Parabellum .40 S&W .45 ACP                                                                                              | Tiệp Khắc                                       | 1982           | Súng ngắn bán tự động                    |
| AMT AutoMag II                     | Arcadia Machine and Tool                                    |                                                                    | .22 Winchester Magnum Rimfire                                                                                                  | Hoa Kỳ                                          | Thập niên 1970 | Súng ngắn bán tự động                    |
| AMT AutoMag III                    | Arcadia Machine and Tool                                    |                                                                    | .30 Carbine 9mm Winchester Magnum                                                                                              | Hoa Kỳ                                          | Thập niên 1970 | Súng ngắn bán tự động                    |
| AMT AutoMag IV                     | Arcadia Machine and Tool                                    |                                                                    | .45 Winchester Magnum | Hoa Kỳ                                          | Thập niên 1970 | Súng ngắn bán tự động                    |
| AMT Automag V                      | Arcadia Machine and Tool                                    |                                                                    | .50 Action Express | Hoa Kỳ                                          | Thập niên 1970 | Súng ngắn bán tự động                    |
| AMT Backup                         | Arcadia Machine & Tool                                      |                                                                    | .22 Long Rifle 380 ACP .38 Super 9×19mm Parabellum .357 SIG .40 S&W .400 Corbon .45 ACP                                        | Hoa Kỳ                                          | 1978           | Súng ngắn                                |
| AMT Hardballer                     | Arcadia Machine and Tool                                    |                                                                    | .45 ACP | Hoa Kỳ                                          | 1977           | Súng ngắn bán tự động                    |
| Súng ngắn AMT Lightning            | Arcadia Machine & Tool                                      |                                                                    | .22 Long Rifle | Hoa Kỳ                                          | Thập niên 1980 | Súng ngắn bán tự động                    |
| AMT Skipper                        | Arcadia Machine and Tool                                    |                                                                    | .45 ACP | Hoa Kỳ                                          | Thập niên 1960 | Súng ngắn bán tự động                    |
| Armatix iP1                        | Armatix GmbH                                                |                                                                    | .22 Long Rifle | Đức                                             | 2006           | Súng ngắn bán tự động                    |
| Arsenal Firearms AF1 "Strike One"  | Arsenal Firearms                                            |                                                                    | | Nga · Ý                                         | 2012           | Súng ngắn bán tự động                    |
| Arsenal P-M02                      | Bulgarian Arsenal                                           |                                                                    | 9×19mm Parabellum | Bulgaria                                        | 1999           | Súng ngắn bán tự động                    |
| Ashani                             | Indian Ordnance Factory                                     |                                                                    | .32 ACP | Ấn Độ                                           |                | Súng ngắn bán tự động                    |
| Súng ngắn ASP                      | Paris Theodore                                              | Tập tin:Asp 9.jpg                                                  | 9×19mm Parabellum | Hoa Kỳ                                          | Thập niên 1970 | Súng ngắn bán tự động                    |
| Astra 400                          | Astra-Unceta y Cia SA                                       |                                                                    | 9×23mm Largo | Tây Ban Nha thời Phục Hưng                      | 1921           | Súng ngắn bán tự động                    |
| Astra 600                          | Astra-Unceta y Cia SA                                       |                                                                    | 9×19mm Parabellum | Francoist Tây Ban Nha                           | 1943           | Súng ngắn bán tự động                    |
| Astra Model 900                    | Astra-Unceta y Cia SA                                       |                                                                    | 7.63×25mm Mauser 9×23mm Largo                                                                                                  | Tây Ban Nha thời Phục Hưng                      | 1927           | Súng ngắn bán tự động                    |
| Astra Model 903                    | Astra-Unceta y Cia SA                                       |                                                                    | 7.63×25mm Mauser 9×23mm Largo                                                                                                  | Bản mẫu:Country data Tây Ban Nha thời Phục Hưng | 1927           | Súng ngắn bán tự động                    |
| Astra A-60                         | Astra-Unceta y Cia SA                                       | Tập tin:Astra A-60 semi-automatic pistol, left side.jpg            | .32 ACP .380 ACP | Tây Ban Nha                                     | 1969           | Súng ngắn bán tự động                    |
| Astra A-80                         | Astra-Unceta y Cia SA                                       |                                                                    | 7.65×21mm Parabellum 9×23mm Largo 9×19mm Parabellum .38 Super .45 ACP                                                          | Tây Ban Nha                                     | 1982           | Súng ngắn bán tự động                    |
| Astra A-100                        | Astra-Unceta y Cia SA                                       |                                                                    | 9×19mm Parabellum .40 S&W .45 ACP                                                                                              | Tây Ban Nha                                     | 1990           | Súng ngắn bán tự động                    |
| AutoMag (súng ngắn)                | Arcadia Machine and Tool                                    |                                                                    | .44 Magnum | Hoa Kỳ                                          | 1969           | Súng ngắn bán tự động                    |
| Ballester–Molina                   | Hispano Argentina de Automotives SA                         |                                                                    | .45 ACP | Argentina                                       | 1938           | Súng ngắn bán tự động                    |
| Bauer Automatic                    | Bauer Firearms Co.                                          |                                                                    | .25 ACP | Hoa Kỳ                                          | Thập niên 1970 | Súng ngắn bán tự động                    |
| Bayard 1908                        | Anciens Etablissements Pieper                               |                                                                    | .25 ACP .32 ACP .380 ACP | Bỉ                                              | 1908           | Súng ngắn bán tự động                    |
| Bechowiec-1                        | Bataliony Chłopskie                                         |                                                                    | 9×19mm Parabellum | Ba Lan                                          | 1943           | Súng tiểu liên                           |
| Súng ngắn Beholla                  | Waffenfabrik August Mentz                                   |                                                                    | .32 ACP | Đức                                             | 1915           | Súng ngắn bán tự động                    |
| Benelli B76                        | Benelli Armi SpA                                            |                                                                    | 9×19mm Parabellum | Ý                                               | 1976           | Súng ngắn bán tự động                    |
| Benelli MP 90S                     | Benelli Armi SpA                                            |                                                                    | .32 S&W Long | Ý                                               |                | Súng ngắn bán tự động                    |
| Benelli MP 95E                     | Benelli Armi SpA                                            |                                                                    | .32 S&W Long | Ý                                               |                | Súng ngắn bán tự động                    |
| Beretta M9                         | Fabbrica d'Armi Pietro Beretta                              |                                                                    | 9×19mm Parabellum | Ý                                               | 1990           | Súng ngắn bán tự động                    |
| Beretta 21A Bobcat                 | Fabbrica d'Armi Pietro Beretta                              |                                                                    | .25 ACP | Ý                                               | 1979           | Súng ngắn bán tự động                    |
| Beretta 70                         | Fabbrica d'Armi Pietro Beretta                              |                                                                    | .22 Long Rifle .32 ACP .380 ACP                                                                                                | Ý                                               | 1958           | Súng ngắn bán tự động                    |
| Beretta 87 Target                  | Fabbrica d'Armi Pietro Beretta                              |                                                                    | .22 Long Rifle | Ý                                               | 1976           | Súng ngắn bán tự động                    |
| Beretta 90two                      | Fabbrica d'Armi Pietro Beretta                              |                                                                    | 9×19mm Parabellum 9×21mm .40 S&W                                                                                               | Ý                                               | 2006           | Súng ngắn bán tự động                    |
| Beretta 92                         | Fabbrica d'Armi Pietro Beretta                              |                                                                    | 9×19mm Parabellum | Ý                                               | 1975           | Súng ngắn bán tự động                    |
| Beretta 92G-SD/96G-SD              | Fabbrica d'Armi Pietro Beretta                              |                                                                    | 9×19mm Parabellum | Ý                                               | 2002           | Súng ngắn bán tự động                    |
| Beretta 93R                        | Fabbrica d'Armi Pietro Beretta                              |                                                                    | 9×19mm Parabellum | Ý                                               | 1978           | Súng ngắn tự động                        |
| Beretta 418                        | Fabbrica d'Armi Pietro Beretta                              |                                                                    | .25 ACP | Ý                                               | 1919           | Súng ngắn bán tự động                    |
| Beretta 950                        | Fabbrica d'Armi Pietro Beretta                              |                                                                    | .25 ACP | Ý                                               | 1952           | Súng ngắn bán tự động                    |
| Beretta 3032 Tomcat                | Fabbrica d'Armi Pietro Beretta                              |                                                                    | .32 ACP | Ý                                               | 1979           | Súng ngắn bán tự động                    |
| Beretta 8000                       | Fabbrica d'Armi Pietro Beretta                              |                                                                    | 9×19mm Parabellum | Ý                                               | 1994           | Súng ngắn bán tự động                    |
| Beretta 9000                       | Fabbrica d'Armi Pietro Beretta                              |                                                                    | 9×19mm Parabellum .40 S&W | Ý                                               | Thập niên 1990 |                                          |
| Beretta Cheetah                    | Fabbrica d'Armi Pietro Beretta                              |                                                                    | .32 ACP | Ý                                               | 1976           | Súng ngắn bán tự động                    |
| Beretta M1923                      | Fabbrica d'Armi Pietro Beretta                              |                                                                    | 9mm Glisenti | Ý                                               | 1923           | Súng ngắn bán tự động                    |
| Beretta M1934                      | Fabbrica d'Armi Pietro Beretta                              |                                                                    | .380 ACP | Ý                                               | 1934           | Súng ngắn bán tự động                    |
| Beretta M1935                      | Fabbrica d'Armi Pietro Beretta                              |                                                                    | .32 ACP | Ý                                               | 1935           | Súng ngắn bán tự động                    |
| Beretta M1951                      | Fabbrica d'Armi Pietro Beretta                              |                                                                    | 9×19mm Parabellum | Ý                                               | 1951           |                                          |
| Beretta Nano                       | Fabbrica d'Armi Pietro Beretta                              |                                                                    | 9×19mm Parabellum .40 S&W | Hoa Kỳ                                          | 2011           | Súng ngắn bán tự động                    |
| Beretta Pico                       | Fabbrica d'Armi Pietro Beretta                              |                                                                    | .380 ACP | Hoa Kỳ                                          | 2001           | Súng ngắn bán tự động                    |
| Beretta Px4 Storm                  | Fabbrica d'Armi Pietro Beretta                              |                                                                    | 9×19mm Parabellum .40 S&W .45 ACP                                                                                              | Ý                                               | 2004           | Súng ngắn bán tự động                    |
| Beretta U22 Neos                   | Fabbrica d'Armi Pietro Beretta                              |                                                                    | .22 Long Rifle | Ý                                               | Thập niên 2000 | Súng ngắn bán tự động                    |
| Bersa 83                           | Bersa                                                       |                                                                    | .380 ACP | Argentina                                       | 1989           | Súng ngắn bán tự động                    |
| Bersa Thunder 9                    | Bersa                                                       |                                                                    | 9×19mm Parabellum | Argentina                                       | 1994           | Súng ngắn bán tự động                    |
| Bersa Thunder 380                  | Bersa                                                       |                                                                    | .380 ACP | Argentina                                       | 1995           | Súng ngắn bán tự động                    |
| Súng ngắn Bergmann–Bayard          | Theodor Bergmann                                            |                                                                    | 9mm Largo | Bỉ                                              | 1901           | Súng ngắn bán tự động                    |
| Bren Ten                           | Dornaus & Dixon Enterprises                                 |                                                                    | 10mm Auto .45 ACP | Hoa Kỳ                                          | 1983           | Súng ngắn bán tự động                    |
| Browning BDA                       | FN Herstal                                                  |                                                                    | 9×19mm Parabellum 9×21mm | Bỉ                                              | 1983           | Súng ngắn bán tự động                    |
| Browning BDM                       | Browning Arms Company                                       |                                                                    | 9×19mm Parabellum | Hoa Kỳ                                          | 1991           | Súng ngắn bán tự động                    |
| Browning Buck Mark                 | Browning Arms Company FN Herstal                            |                                                                    | .22 Long Rifle | Hoa Kỳ                                          | 1985           | Súng ngắn bán tự động                    |
| Browning Hi-Power                  | FN Herstal                                                  |                                                                    | 9×19mm Parabellum .40 S&W | Bỉ · Hoa Kỳ                                     | 1935           | Súng ngắn bán tự động                    |
| Brügger & Thomet MP9               | Brügger & Thomet                                            |                                                                    | 9×19mm Parabellum | Thụy Sĩ                                         | 2004           | Súng tiểu liên                           |
| BUL Cherokee                       | BUL Transmark                                               |                                                                    | 9×19mm Parabellum | Israel                                          | 1999           | Súng ngắn bán tự động                    |
| BUL M-5                            | BUL Transmark                                               |                                                                    | 9×19mm Parabellum 9×21mm 9×23mm Winchester .38 Super .40 S&W .45 ACP                                                           | Israel                                          | 1991           | Súng ngắn bán tự động                    |
| BUL Storm                          | BUL Transmark                                               |                                                                    | 9×19mm Parabellum | Israel                                          |                | Súng ngắn bán tự động                    |
| Calico M950                        | Calico Light Weapons Systems                                |                                                                    | 9×19mm Parabellum | Hoa Kỳ                                          | 1985           | Súng ngắn bán tự động                    |
| Campo Giro                         |                                                             |                                                                    | 9×23mm Largo | Bản mẫu:Country data Tây Ban Nha thời Phục Hưng | 1904           | Súng ngắn bán tự động                    |
| Caracal                            | Caracal International L.L.C.                                |                                                                    | 9×19mm Parabellum | Các Tiểu vương quốc Ả Rập Thống nhất            | 2006           | Súng ngắn bán tự động                    |
| Claridge Hi-Tec/Goncz Pistol       | Goncz Armament Claridge Hi-Tec                              |                                                                    | 9×19mm Parabellum | Hoa Kỳ                                          | 1990           | Súng ngắn bán tự động                    |
| Colt Commander                     | Colt's Manufacturing Company                                | Tập tin:Flickr - ~Steve Z~ - Colt Combat Commander MKIV.45 ACP.jpg | 9×19mm Parabellum .38 Super .45 ACP                                                                                            | Hoa Kỳ                                          | 1950           | Súng ngắn bán tự động                    |
| Colt Delta Elite                   | Colt's Manufacturing Company                                |                                                                    | 10mm Auto | Hoa Kỳ                                          | 1987           | Súng ngắn bán tự động                    |
| Colt M1911                         | Colt's Manufacturing Company                                |                                                                    | .45 ACP | Hoa Kỳ                                          | 1911           | Súng ngắn bán tự động                    |
| Colt Model 1903 Pocket Hammer      | Colt's Manufacturing Company                                |                                                                    | .38 ACP | Hoa Kỳ                                          | 1903           | Súng ngắn bán tự động                    |
| Colt Model 1903 Pocket Hammerless  | Colt's Manufacturing Company                                |                                                                    | .32 ACP .380 ACP | Hoa Kỳ                                          | 1903           | Súng ngắn bán tự động                    |
| Colt Mustang                       | Colt's Manufacturing Company                                |                                                                    | .380 ACP | Hoa Kỳ                                          | 1983           | Súng ngắn bán tự động                    |
| Colt Officer's ACP                 |                                                             |                                                                    | .45 ACP | Hoa Kỳ                                          | 1985           | Súng ngắn bán tự động                    |
| Colt OHWS                          | Colt's Manufacturing Company                                |                                                                    | .45 ACP | Hoa Kỳ                                          | Thập niên 1990 | Súng ngắn bán tự động                    |
| Colt SCAMP                         | Colt's Manufacturing Company                                |                                                                    | .221 Remington Fireball | Hoa Kỳ                                          | 1971           | Súng ngắn bán tự động                    |
| ČZ vz. 27                          | Česká zbrojovka Uherský Brod                                |                                                                    | .32 ACP | Tiệp Khắc                                       | 1927           | Súng ngắn bán tự động                    |
| ČZ vz. 38                          | Česká zbrojovka Uherský Brod                                |                                                                    | .380 ACP | Tiệp Khắc                                       | 1938           | Súng ngắn bán tự động                    |
| ČZ vz. 45                          | Česká zbrojovka Uherský Brod                                |                                                                    | .25 ACP | Tiệp Khắc                                       | 1945           | Súng ngắn bán tự động                    |
| ČZ vz. 50 / ČZ vz. 70              |                                                             |                                                                    | .32 ACP | Tiệp Khắc                                       | Thập niên 1940 |                                          |
| CZ 52                              | Česká zbrojovka Uherský Brod                                |                                                                    | 7.62×25mm Tokarev 9x19mm parabellum                                                                                            | Tiệp Khắc                                       | 1952           | Súng ngắn bán tự động                    |
| ČZ vz. 75                          | Česká zbrojovka Uherský Brod                                |                                                                    | 9×19mm Parabellum | Tiệp Khắc                                       | 1975           | Súng ngắn bán tự động                    |
| ČZ vz. 82 / CZ 83                  | Česká zbrojovka Uherský Brod                                |                                                                    | 9×18mm Makarov .32 ACP (CZ 83) .380 ACP (CZ 83)                                                                                | Tiệp Khắc                                       | 1982           | Súng ngắn bán tự động                    |
| CZ 85                              | Česká zbrojovka Uherský Brod                                |                                                                    | 9×19mm Parabellum | Tiệp Khắc                                       | 1985           | Súng ngắn bán tự động                    |
| CZ 97B                             | Česká zbrojovka Uherský Brod                                |                                                                    | .45 ACP | Cộng hòa Séc                                    | 1997           | Súng ngắn bán tự động                    |
| CZ 99                              | Zastava Arms                                                |                                                                    | 9×19mm Parabellum | Nam Tư                                          | 1989           | Súng ngắn bán tự động                    |
| ČZ vz. 100                         | Česká zbrojovka Uherský Brod                                |                                                                    | 9×19mm Parabellum | Cộng hòa Séc                                    | 1995           | Súng ngắn bán tự động                    |
| ČZ vz. 110                         | Česká zbrojovka Uherský Brod                                |                                                                    | 9×19mm Parabellum | Cộng hòa Séc                                    | Thập niên 2000 | Súng ngắn bán tự động                    |
| ČZ vz. 2075 RAMI                   | Česká zbrojovka Uherský Brod                                |                                                                    | 9×19mm Parabellum | Cộng hòa Séc                                    | 2007           | Súng ngắn bán tự động                    |
| Daewoo Precision Industries K5     | S&T Daewoo                                                  |                                                                    | 9×19mm Parabellum | Hàn Quốc                                        | 1990           | Súng ngắn bán tự động                    |
| Danuvia VD-01                      | Danuvia                                                     |                                                                    | 9×19mm Parabellum | Hungary                                         | 2005           | Súng ngắn bán tự động                    |
| Dan Wesson M1911 ACP               | Dan Wesson Firearms                                         |                                                                    | .45 ACP | Hoa Kỳ                                          | 2005           | Súng ngắn bán tự động                    |
| Davis Warner Infallible            | Davis-Warner Arms Corp                                      |                                                                    | .32 ACP | Hoa Kỳ                                          | 1917           | Súng ngắn bán tự động                    |
| Deer gun                           | American Machine and Foundry                                |                                                                    | 9×19mm Parabellum | Hoa Kỳ                                          | 1964           | Súng ngắn bắn từng phát                  |
| Desert Eagle                       | Magnum Research                                             |                                                                    | .44 Magnum .41 Magnum .357 Magnum .440 Cor-bon .50 Action Express                                                              | Hoa Kỳ · Israel                                 | 1979           | Súng ngắn bán tự động                    |
| Dreyse M1907                       | Rheinische Metallwaaren- und Maschinenfabrik AG             |                                                                    | .32 ACP | Đức                                             | 1905           | Súng ngắn bán tự động                    |
| FB P-64                            | Łucznik Arms Factory                                        |                                                                    | 9×18mm Makarov | Ba Lan                                          | 1965           | Súng ngắn bán tự động                    |
| FÉG 37M                            | Fegyver- és Gépgyár                                         |                                                                    | .380 ACP .32 ACP | Hungary                                         | 1937           | Súng ngắn bán tự động                    |
| FEG PA-63                          | Fegyver- és Gépgyár                                         |                                                                    | 9×18mm Makarov .32 ACP .380 ACP                                                                                                | Hungary                                         | Thập niên 1950 | Súng ngắn bán tự động                    |
| Fort-12                            | RPC Fort                                                    |                                                                    | 9×18mm Makarov | Ukraina                                         | 1998           | Súng ngắn bán tự động                    |
| Fort-17                            | RPC Fort                                                    |                                                                    | 9×18mm Makarov | Ukraina                                         | 2007           | Súng ngắn bán tự động                    |
| FN Baby Browning                   | Fabrique Nationale d'Herstal Manufacture d'armes de Bayonne |                                                                    | .25 ACP | Bỉ                                              | 1927           | Súng ngắn bán tự động                    |
| FN M1900                           |                                                             |                                                                    | .32 ACP | Bỉ                                              | 1896           | Súng ngắn bán tự động                    |
| FN Model 1903                      | Fabrique Nationale d'Herstal                                |                                                                    | 9mm Browning Long .32 ACP | Bỉ                                              | 1902           | Súng ngắn bán tự động                    |
| FN M1905                           | Fabrique Nationale d'Herstal                                |                                                                    | .25 ACP | Bỉ                                              | 1905           |                                          |
| FN Model 1910                      | Fabrique Nationale d'Herstal                                |                                                                    | .380 ACP .32 ACP | Bỉ                                              | 1910           | Súng ngắn bán tự động                    |
| FN Forty-Nine                      | Fabrique Nationale d'Herstal                                |                                                                    | 9×19mm Parabellum | Bỉ                                              | 1949           | Súng ngắn bán tự động                    |
| FN Five-seven                      | Fabrique Nationale d'Herstal                                |                                                                    | FN 5.7×28mm | Bỉ                                              | 1998           | Súng ngắn bán tự động                    |
| FN FNP                             | Fabrique Nationale d'Herstal                                |                                                                    | 9×19mm Parabellum | Bỉ                                              | 2006           | Súng ngắn bán tự động                    |
| FN FNS                             | FN America                                                  |                                                                    | 9×19mm Parabellum .40 S&W | Hoa Kỳ                                          | 2011           | Súng ngắn bán tự động                    |
| FN FNX                             | FN America                                                  |                                                                    | 9×19mm Parabellum .40 S&W .45 ACP                                                                                              | Bỉ · Hoa Kỳ                                     | 2009           | Súng ngắn bán tự động                    |
| FP-45 Liberator                    | Guide Lamp Corporation                                      |                                                                    | .45 ACP | Hoa Kỳ                                          | 1942           | Súng ngắn bắn một phát                   |
| Frommer Stop                       | Fegyver- és Gépgyár                                         |                                                                    | .32 ACP .380 ACP | Áo-Hung                                         | 1912           | Súng ngắn bán tự động                    |
| Gaztanaga Destroyer                | Gaztanaga                                                   |                                                                    | 6.35mm 7.65mm | Tây Ban Nha                                     | 1913           | Súng ngắn tự động                        |
| Glisenti Model 1910                | Real Factory D'arma Glisenti                                |                                                                    | 9mm Glisenti | Ý                                               | 1910           | Súng ngắn bán tự động                    |
| Glock 17                           | Glock Ges.m.b.H.                                            |                                                                    | 9×19mm Parabellum | Áo                                              | 1982           | Súng ngắn bán tự động                    |
| Glock 18                           | Glock Ges.m.b.H.                                            |                                                                    | 9×19mm Parabellum | Áo                                              | 1986           | Súng ngắn tự động                        |
| Glock 19                           | Glock Ges.m.b.H.                                            |                                                                    | 9×19mm Parabellum | Áo                                              | 1988           | Súng ngắn bán tự động                    |
| Glock 20                           | Glock Ges.m.b.H.                                            |                                                                    | 10mm Auto | Áo                                              | 1991           | Súng ngắn bán tự động                    |
| Glock 21                           | Glock Ges.m.b.H.                                            |                                                                    | .45 ACP | Áo                                              | Thập niên 1990 | Súng ngắn bán tự động                    |
| Glock 22                           | Glock Ges.m.b.H.                                            |                                                                    | .40 S&W | Áo                                              | Thập niên 1980 | Súng ngắn bán tự động                    |
| Glock 23                           | Glock Ges.m.b.H.                                            |                                                                    | .40 S&W | Áo                                              | Thập niên 1990 | Súng ngắn bán tự động                    |
| Glock 24                           | Glock Ges.m.b.H.                                            |                                                                    | .40 S&W | Áo                                              | Thập niên 1990 | Súng ngắn bán tự động                    |
| Glock 25                           | Glock Ges.m.b.H.                                            |                                                                    | .380 ACP | Áo                                              | Thập niên 1990 | Súng ngắn bán tự động                    |
| Glock 26                           | Glock Ges.m.b.H.                                            |                                                                    | 9×19mm Parabellum | Áo                                              | 1995           | Súng ngắn bán tự động                    |
| Glock 27                           | Glock Ges.m.b.H.                                            |                                                                    | .40 S&W | Áo                                              | Thập niên 1990 | Súng ngắn bán tự động                    |
| Glock 28                           | Glock Ges.m.b.H.                                            |                                                                    | .380 ACP | Áo                                              | 1997           | Súng ngắn bán tự động                    |
| Glock 29                           | Glock Ges.m.b.H.                                            |                                                                    | 10mm Auto | Áo                                              | 1997           | Súng ngắn bán tự động                    |
| Glock 30                           | Glock Ges.m.b.H.                                            |                                                                    | .45 ACP | Áo                                              | Thập niên 1990 | Súng ngắn bán tự động                    |
| Glock 31                           | Glock Ges.m.b.H.                                            |                                                                    | .357 SIG | Áo                                              | Thập niên 1990 | Súng ngắn bán tự động                    |
| Glock 32                           | Glock Ges.m.b.H.                                            |                                                                    | .357 SIG | Áo                                              | Thập niên 1990 | Súng ngắn bán tự động                    |
| Glock 33                           | Glock Ges.m.b.H.                                            |                                                                    | .357 SIG | Áo                                              | Thập niên 1990 | Súng ngắn bán tự động                    |
| Glock 34                           | Glock Ges.m.b.H.                                            |                                                                    | 9×19mm Parabellum | Áo                                              | Thập niên 1990 | Súng ngắn bán tự động                    |
| Glock 35                           | Glock Ges.m.b.H.                                            |                                                                    | .40 S&W | Áo                                              | Thập niên 1990 | Súng ngắn bán tự động                    |
| Glock 36                           | Glock Ges.m.b.H.                                            |                                                                    | .45 ACP | Áo                                              | Thập niên 1990 | Súng ngắn bán tự động                    |
| Glock 37                           | Glock Ges.m.b.H.                                            |                                                                    | .45 GAP | Áo                                              | 2003           | Súng ngắn bán tự động                    |
| Glock 38                           | Glock Ges.m.b.H.                                            |                                                                    | .45 GAP | Áo                                              | 2004           | Súng ngắn bán tự động                    |
| Glock 39                           | Glock Ges.m.b.H.                                            |                                                                    | .45 GAP | Áo                                              | 2005           | Súng ngắn bán tự động                    |
| Grand Power K100                   | Grand Power                                                 |                                                                    | 9×19mm Parabellum | Slovakia                                        | 1994           | Súng ngắn bán tự động                    |
| GSh-18                             | KBP Instrument Design Bureau                                |                                                                    | 9×19mm Parabellum | Nga                                             | 2000           | Súng ngắn bán tự động                    |
| Guncrafter Industries Model No. 1  | Guncrafter Industries                                       |                                                                    | .50 GI | Hoa Kỳ                                          | 2000           | Súng ngắn bán tự động                    |
| Gyrojet                            | Robert Mainhardt Art Bieh (as "MB Associates")              |                                                                    | MK 1 -.51 inch 13×50mm rocket Mk 2 - 0.49 inch                                                                                 | Hoa Kỳ                                          | Thập niên 1960 | Súng ngắn bắn tên lửa                    |
| Hamada Type                        | Japan Firearms Manufacturing Co.                            |                                                                    | .32 ACP 8×22mm Nambu | Nhật Bản                                        | 1941           | Súng ngắn bán tự động                    |
| Harper's Ferry Model 1805          | Harpers Ferry Armory                                        |                                                                    | .58 calibre ball | Hoa Kỳ                                          | 1805           | Súng ngắn bán tự động                    |
| Heckler & Koch HK4                 | Heckler & Koch                                              |                                                                    | .22 Long Rifle .25 ACP .32 ACP .380 ACP                                                                                        | Tây Đức                                         | 1967           | Súng ngắn bán tự động                    |
| Heckler & Koch HK45                | Heckler & Koch                                              |                                                                    | .45 ACP | Đức                                             | 2005           | Súng ngắn bán tự động                    |
| Heckler & Koch MK23                | Heckler & Koch                                              |                                                                    | .45 ACP | Đức                                             | 1991           | Súng ngắn bán tự động                    |
| Heckler & Koch P7                  | Heckler & Koch                                              |                                                                    | 9×19mm Parabellum .380 ACP | Tây Đức                                         | 1976           | Súng ngắn bán tự động                    |
| Heckler & Koch P9                  | Heckler & Koch                                              |                                                                    | 9×19mm Parabellum | Tây Đức                                         | 1965           | Súng ngắn bán tự động                    |
| Heckler & Koch P11                 | Heckler & Koch                                              |                                                                    | 7.62×36mm | Tây Đức                                         | Thập niên 1970 | Súng ngắn bắn dưới nước                  |
| Heckler & Koch P30                 | Heckler & Koch                                              |                                                                    | 9×19mm Parabellum | Đức                                             | 2006           | Súng ngắn bán tự động                    |
| Heckler & Koch P2000               | Heckler & Koch                                              |                                                                    | 9×19mm Parabellum | Đức                                             | 2001           | Súng ngắn bán tự động                    |
| Heckler & Koch VP9                 | Heckler & Koch                                              |                                                                    | 9×19mm Parabellum | Đức                                             | 2014           | Súng ngắn bán tự động                    |
| Heckler & Koch MP7                 | Heckler & Koch                                              |                                                                    | HK 4.6×30mm | Đức                                             | 2001           | Súng tiểu liên                           |
| Heckler & Koch UCP                 | Heckler & Koch                                              |                                                                    | HK 4.6×30mm | Đức                                             | 2006           | Súng ngắn bán tự động                    |
| Heckler & Koch USP                 | Heckler & Koch                                              |                                                                    | 9×19mm Parabellum .357 SIG .40 S&W .45 ACP                                                                                     | Đức                                             | 1989           | Súng ngắn bán tự động                    |
| Heckler & Koch VP70                | Heckler & Koch                                              |                                                                    | 9×19mm Parabellum | Tây Đức                                         | 1970           | Súng ngắn tự động                        |
| Hi-Point C-9                       | Hi-Point Firearms                                           |                                                                    | 9×19mm Parabellum | Hoa Kỳ                                          |                | Súng ngắn bán tự động                    |
| Hi-Point CF-380                    | Hi-Point Firearms                                           |                                                                    | .380 ACP | Hoa Kỳ                                          |                | Súng ngắn bán tự động                    |
| Hi-Point Model JCP                 | Hi-Point Firearms                                           |                                                                    | .40 S&W | Hoa Kỳ                                          | Thập niên 1990 | Súng ngắn bán tự động                    |
| Hi-Point Model JHP                 | Hi-Point Firearms                                           | Tập tin:Hi-Point Model JHP.45 ACP.jpg                              | .45 ACP | Hoa Kỳ                                          | Thập niên 1990 | Súng ngắn bán tự động                    |
| High Standard.22                   | High Standard Manufacturing Company                         |                                                                    | .22 Long Rifle | Hoa Kỳ                                          |                | Súng ngắn bán tự động                    |
| High Standard HDM                  | High Standard Manufacturing Company                         |                                                                    | .22 Long Rifle | Hoa Kỳ                                          | 1942           | Súng ngắn bán tự động                    |
| Horhe                              | Klimovsk Specialized Ammunition Plant                       |                                                                    | 9 mm P.A. | Nga                                             | 2006           | Súng ngắn bán tự động phi sát thương     |
| Súng ngắn Howdah                   |                                                             |                                                                    | .577 Snider .577/450 Martini–Henry .455 Webley .476 Enfield                                                                    | Anh Quốc                                        |                | Súng ngắn                                |
| HS2000                             | HS Produkt                                                  |                                                                    | 9×19mm Parabellum .357 SIG .45 GAP .45 ACP                                                                                     | Croatia                                         | 1999           | Súng ngắn bán tự động                    |
| Intratec TEC-22                    | Intratec                                                    |                                                                    | .22 Long Rifle | Hoa Kỳ                                          | 1988           | Súng ngắn bán tự động                    |
| Jennings J-22                      | Jimenez Arms                                                |                                                                    | .22 Long Rifle | Hoa Kỳ                                          | Thập niên 1980 | Súng ngắn bán tự động                    |
| JO.LO.AR.                          | Star Bonifacio Echeverria, S.A.                             |                                                                    | .380 ACP 9×23mm Largo | Bản mẫu:Country data Tây Ban Nha thời Phục Hưng | 1924           | Súng ngắn bán tự động                    |
| Jericho 941                        | Israel Weapons Industries                                   |                                                                    | 9×19mm Parabellum .45 ACP | Israel                                          | 1990           | Súng ngắn bán tự động                    |
| Kahr K series                      | Kahr Arms                                                   |                                                                    | 9×19mm Parabellum | Hoa Kỳ                                          | 1996           | Súng ngắn bán tự động                    |
| Kahr MK series                     | Kahr Arms                                                   |                                                                    | 9×19mm Parabellum .40 S&W | Hoa Kỳ                                          | 1999           | Súng ngắn bán tự động                    |
| Kahr P series                      | Kahr Arms                                                   |                                                                    | 9×19mm Parabellum | Hoa Kỳ                                          | 1999           | Súng ngắn bán tự động                    |
| Kahr PM series                     | Kahr Arms                                                   |                                                                    | 9×19mm Parabellum .40 S&W .45 ACP                                                                                              | Hoa Kỳ                                          | 2004           | Súng ngắn bán tự động                    |
| Kel-Tec P-3AT                      | Kel-Tec CNC Industries                                      |                                                                    | .380 ACP | Hoa Kỳ                                          | 2004           | Súng ngắn bán tự động                    |
| Kel-Tec P-11                       | Kel-Tec CNC Industries                                      |                                                                    | 9×19mm Parabellum | Hoa Kỳ                                          | 1991           | Súng ngắn bán tự động                    |
| Kel-Tec P-32                       | Kel-Tec CNC Industries                                      |                                                                    | .32 ACP | Hoa Kỳ                                          | 1999           | Súng ngắn bán tự động                    |
| Kel-Tec PF-9                       | Kel-Tec CNC Industries                                      |                                                                    | 9×19mm Parabellum | Hoa Kỳ                                          | 2006           | Súng ngắn bán tự động                    |
| Kel-Tec PLR-16                     | Kel-Tec Industries                                          |                                                                    | 5.56×45mm NATO | Hoa Kỳ                                          | 2006           | Súng ngắn bán tự động                    |
| Kel-Tec PMR-30                     | Kel-Tec CNC Industries                                      |                                                                    | .22 Winchester Magnum Rimfire                                                                                                  | Hoa Kỳ                                          | 2011           | Súng ngắn bán tự động                    |
| Kimber Aegis                       | Kimber Manufacturing                                        |                                                                    | 9×19mm Parabellum | Hoa Kỳ                                          | 1995           | Súng ngắn bán tự động                    |
| Kimber Custom                      | Kimber Manufacturing                                        |                                                                    | .45 ACP | Hoa Kỳ                                          | 1997           | Súng ngắn bán tự động                    |
| Kimber Custom TLE II               | Kimber Manufacturing                                        |                                                                    | .45 ACP | Hoa Kỳ                                          | 1998           | Súng ngắn bán tự động                    |
| Kimber Eclipse                     | Kimber Manufacturing                                        |                                                                    | .45 ACP 10mm Auto | Hoa Kỳ                                          | 2002           | Súng ngắn bán tự động                    |
| Kimel AP-9                         | AA Arms                                                     |                                                                    | 9×19mm Parabellum | Hoa Kỳ                                          | Thập niên 1990 | Súng ngắn bán tự động                    |
| KIS (vũ khí)                       | Ponury guerilla unit                                        | Tập tin:Kis and Blyskawica.jpg                                     | 9×19mm Parabellum | Bản mẫu:Country data Polish Underground State   | 1943           | Súng tiểu liên                           |
| Kongsberg Colt                     | Kongsberg Vaapenfabrikk                                     |                                                                    | .45 ACP | Na Uy                                           | 1914           | Súng ngắn bán tự động                    |
| Korovin TK                         | Tula Arms Plant                                             | Tập tin:TK.25 Auto.jpg                                             | .25 ACP | Liên Xô                                         | 1925           | Súng ngắn bán tự động                    |
| Krag–Jørgensen                     |                                                             |                                                                    | 9×19mm Parabellum | Na Uy                                           | 1910           | Súng ngắn bán tự động                    |
| KRISS KARD                         | KRISS USA                                                   |                                                                    | .45 ACP | Hoa Kỳ                                          |                | Súng ngắn bán tự động                    |
| Lahti L-35                         | Valtion Kivääritehdas                                       |                                                                    | 9×19mm Parabellum | Phần Lan                                        | 1935           | Súng ngắn bán tự động                    |
| Súng ngắn Lancaster                |                                                             |                                                                    | .455 Webley | Anh Quốc                                        | 1860           | Súng ngắn                                |
| Le Français (súng ngắn)            |                                                             |                                                                    | .25 ACP .32 ACP .22 Long Rifle 9mm Browning Long                                                                               | Pháp                                            | 1913           | Súng ngắn                                |
| Súng ngắn Lercker                  | Italy                                                       |                                                                    | .32 ACP | Ý                                               | 1950           | Súng ngắn tự động                        |
| Súng ngắn Liliput                  | Waffenfabrik August Menz                                    |                                                                    | 4.25mm Liliput .25 ACP | Cộng hòa Weimar                                 | 1920           | Súng ngắn                                |
| Llama M82                          | Llama-Gabilondo y Cía. S.A.                                 |                                                                    | 9×19mm Parabellum | Tây Ban Nha                                     | 1982           | Súng ngắn bán tự động                    |
| Luger P08                          | Deutsche Waffen und Munitionsfabriken                       |                                                                    | 7.65×21mm Parabellum 9×19mm Parabellum                                                                                         | Đức                                             | 1900           | Súng ngắn bán tự động                    |
| Súng ngắn M15                      | Rock Island Arsenal                                         |                                                                    | .45 ACP | Hoa Kỳ                                          | 1972           | Súng ngắn bán tự động                    |
| MAB Model A                        | Manufacture d'armes de Bayonne                              |                                                                    | .25 ACP | Pháp                                            | Thập niên 1920 | Súng ngắn bán tự động                    |
| MAB Model D                        | Manufacture d'armes de Bayonne                              |                                                                    | .32 ACP | Pháp                                            | 1933           | Súng ngắn bán tự động                    |
| Súng ngắn MAB PA-15                | Manufacture d'armes de Bayonne                              |                                                                    | 9×19mm Parabellum | Pháp                                            | 1975           | Súng ngắn bán tự động                    |
| MAC Mle 1950                       | Manufacture d'armes de Châtellerault                        |                                                                    | 9×19mm Parabellum | Pháp                                            | 1950           | Súng ngắn bán tự động                    |
| MAC-10                             | Military Armament Corporation                               |                                                                    | .45 ACP | Hoa Kỳ                                          | 1970           | Súng ngắn tự động                        |
| MAC-11                             | Military Armament Corporation                               |                                                                    | .380 ACP | Hoa Kỳ                                          | 1972           | Súng tiểu liên                           |
| MAG-95                             | Łucznik Arms Factory                                        |                                                                    | 9×19mm Parabellum | Ba Lan                                          | 1995           | Súng ngắn bán tự động                    |
| Makarov PM                         | Izhevsk Mechanical Plant                                    |                                                                    | 9×18mm Makarov | Liên Xô                                         | 1951           | Súng ngắn bán tự động                    |
| Makarych                           | TSSZ Izhevsk Mechanical Plant                               |                                                                    | | Nga                                             | 2004           | Súng ngắn bán tự động                    |
| Súng ngắn Mamba                    | Viper Engineering (Pty) Ltd                                 |                                                                    | 9×19mm Parabellum | Rhodesia · Nam Phi                              | Thập niên 1970 | Súng ngắn bán tự động                    |
| Mars Automatic                     | Webley & Scott                                              |                                                                    | 8.5mm Mars 9mm Mars 45 Mars Short Case .45 Mars Long                                                                           | Anh Quốc                                        | 1897           | Súng ngắn bán tự động                    |
| Mauser C96                         | Mauser                                                      |                                                                    | 7.63×25mm Mauser 9×19mm Parabellum                                                                                             | Đức                                             | 1896           | Súng ngắn bán tự động                    |
| Mauser HSc                         | Mauser                                                      |                                                                    | .32 ACP .380 ACP | Đức                                             | 1935           | Súng ngắn bán tự động                    |
| MGP-15                             | SIMA Electronica                                            |                                                                    | 9×19mm Parabellum | Perú                                            | 1990           | Súng tiểu liên                           |
| Minebea PM-9                       | Minebea                                                     |                                                                    | 9×19mm Parabellum | Nhật Bản                                        | 1990           | Súng tiểu liên                           |
| Mitchell Alpha.45                  | American Mitchell Arms                                      |                                                                    | .45 ACP | Hoa Kỳ                                          | 1994           | Súng ngắn bán tự động                    |
| Mk 1 Underwater Defense Gun        | Naval Surface Weapons Center                                |                                                                    | Mark 59 Mod 0 Projectile | Hoa Kỳ                                          | 1970           | Súng ngắn bán tự động                    |
| Súng ngắn Modèle 1935              | Manufacture d'armes de Saint-Étienne                        |                                                                    | 7.65mm Longue | Pháp                                            | 1935           |                                          |
| MP-443 Grach                       | Izhevsk Mechanical Plant                                    |                                                                    | 9×19mm Parabellum 9×19mm 7N21 +P+                                                                                              | Nga                                             | 1993           | Súng ngắn bán tự động                    |
| MP-444                             | Izhevsk Mechanical Plant                                    |                                                                    | .380 ACP 9×18mm Makarov 9×19mm Parabellum                                                                                      | Nga                                             | 1995           | Súng ngắn bán tự động                    |
| Súng ngắn Musgrave                 | Denel                                                       |                                                                    | 9×19mm Parabellum | Nam Phi                                         | Thập niên 1990 | Súng ngắn bán tự động                    |
| NAACO Brigadier                    | North American Arms                                         | Tập tin:NAACO-Brigadier.jpg                                        | .45 Magnum | Canada                                          | 1959           | Súng ngắn bán tự động                    |
| Nambu Shiki 94                     |                                                             |                                                                    | 8×22mm Nambu | Nhật Bản                                        | 1934           | Súng ngắn bán tự động                    |
| North China Type 19                | North China Engineering Co Ltd                              |                                                                    | 8×22mm Nambu | Nhật Bản                                        | 1944           | Súng ngắn bán tự động                    |
| Súng ngắn Obregón                  | Alejandro Obregón                                           |                                                                    | .45 ACP | México                                          | 1934           | Súng ngắn bán tự động                    |
| Súng ngắn bán tự động Ortgies      | Ortgies & Co.                                               |                                                                    | .25 ACP .32 ACP .380 ACP | Cộng hòa Weimar                                 | 1919           | Súng ngắn bán tự động                    |
| OTs-02 Kiparis                     | KBP Instrument Design Bureau                                |                                                                    | 9×18mm Makarov | Liên Xô                                         | 1991           | Súng tiểu liên                           |
| OTs-23 Drotik                      | KBP Instrument Design Bureau                                |                                                                    | 5.45×18mm | Nga                                             | 1993           |                                          |
| OTs-33 Pernach                     | KBP Instrument Design Bureau                                |                                                                    | 9×18mm Makarov | Nga                                             | 1995           | Súng ngắn bán tự động                    |
| P9RC                               | Fegyver- és Gépgyár                                         |                                                                    | 9×19mm Parabellum | Hungary                                         | 1980           | Súng ngắn bán tự động                    |
| P-83 Wanad                         | Łucznik Arms Factory                                        |                                                                    | 9×18mm Makarov .380 ACP .32 ACP                                                                                                | Ba Lan                                          | 1978           | Súng ngắn bán tự động                    |
| PAMAS modèle G1                    | Manufacture d'armes de Saint-Étienne (MAS)                  |                                                                    | 9×19mm Parabellum | Pháp                                            | 1975           | Súng ngắn bán tự động                    |
| Para-Ordnance P14-45               | Para USA                                                    |                                                                    | .45 ACP | Hoa Kỳ                                          | 1990- 1990     |                                          |
| Pardini GT9                        | Pardini Arms                                                |                                                                    | 9×19mm Parabellum | Ý                                               |                | Súng ngắn bán tự động                    |
| Pindad G2                          | Pindad                                                      |                                                                    | 9×19mm Parabellum | Indonesia                                       | 2011           | Súng ngắn bán tự động                    |
| Pindad P3                          | Pindad                                                      |                                                                    | 7.65mm | Indonesia                                       |                | Súng ngắn bán tự động                    |
| Pindad PS-01                       | Pindad                                                      |                                                                    | 5.56×21mm PINDAD | Indonesia                                       |                | Súng ngắn bán tự động                    |
| Pistol Auto 9mm 1A                 | Ordnance Factories Organisation                             |                                                                    | 9×19mm Parabellum | Ấn Độ                                           | Thập niên 1980 | Súng ngắn bán tự động                    |
| Pistol model 2000                  | Uzinele Mecanice Cugir (ARMS Arsenal, Cugir)                |                                                                    | 9×19mm Parabellum | România                                         | 2000           | Súng ngắn bán tự động                    |
| Pistole vz. 22                     | Česká zbrojovka firearms                                    |                                                                    | .380 ACP | Tiệp Khắc                                       | 1921           | Súng ngắn bán tự động                    |
| PP-2000                            | KBP Instrument Design Bureau                                |                                                                    | 9×19mm Parabellum | Nga                                             | 2004           | Súng tiểu liên                           |
| Prilutsky M1914                    | Tula Arms Plant                                             |                                                                    | .32 ACP | Nga                                             | 1914           | Súng ngắn bán tự động                    |
| PSM                                | KBP Instrument Design Bureau                                |                                                                    | 5.45×18mm | Liên Xô                                         | 1971           | Súng ngắn bán tự động                    |
| PSS                                | KBP Instrument Design Bureau                                |                                                                    | 7.62×41mm | Liên Xô                                         | 1983           | Súng ngắn bán tự động im lặng            |
| P-96                               | KBP Instrument Design Bureau                                |                                                                    | 9×18mm Makarov | Nga                                             | 1995           | Súng ngắn bán tự động                    |
| QSW-06                             | China North Industries Corporation                          |                                                                    | 5.8×21mm DAP92 | Trung Quốc                                      | 2002           | Súng ngắn bán tự động                    |
| QSZ-92                             | China North Industries Corporation                          |                                                                    | 5.8×21mm DAP92 9×19mm Parabellum                                                                                               | Trung Quốc                                      | 1994           | Súng ngắn bán tự động                    |
| Remington 1911 R1                  | Remington Arms                                              |                                                                    | .45 ACP | Hoa Kỳ                                          | 2010           |                                          |
| Remington Model 51                 | Remington Arms                                              |                                                                    | .32 ACP .380 ACP | Hoa Kỳ                                          | 1917           | Súng ngắn bán tự động                    |
| Remington R51                      | Remington Arms                                              |                                                                    | 9×19mm Parabellum | Hoa Kỳ                                          | 2014           | Súng ngắn bán tự động                    |
| Remington Rider Single Shot Pistol | E. Remington and Sons                                       |                                                                    | 4.3mm | Hoa Kỳ                                          | 1860           | Súng ngắn bắn từng viên                  |
| Remington XP-100                   | Remington Arms Company                                      |                                                                    | .221 Remington Fireball | Hoa Kỳ                                          | 1963           | Súng ngắn lên đạn bằng khóa nòng         |
| Remington Zig-Zag Derringer        | E. Remington and Sons                                       |                                                                    | .22 Long Rifle | Hoa Kỳ                                          | 1860           | Súng ngắn                                |
| Rock Island Armory 1911 series     | Armscor (Philippines)                                       |                                                                    | .45 ACP 10mm Auto .40 S&W .38 Super 9×19mm Parabellum .22 TCM                                                                  | Philippines                                     | 1952           | Súng ngắn bán tự động                    |
| Rohrbaugh R9                       | Rohrbaugh Firearms                                          |                                                                    | 9×19mm Parabellum | Hoa Kỳ                                          | Thập niên 1970 | Súng ngắn bán tự động                    |
| Roth Steyr M1907                   | Steyr Mannlicher Fegyver- és Gépgyár                        |                                                                    | 8mm Roth–Steyr | Áo-Hung                                         | 1900           | Súng ngắn bán tự động                    |
| Súng ngắn Ruby                     | Gabilondo y Urresti                                         |                                                                    | .32 ACP | Bản mẫu:Country data Tây Ban Nha thời Phục Hưng | 1914           | Súng ngắn bán tự động                    |
| Ruger Hawkeye                      | Sturm, Ruger & Co., Inc.                                    |                                                                    | .256 Winchester Magnum | Hoa Kỳ                                          | Thập niên 1960 | Súng ngắn bắn một phát                   |
| Ruger LCP                          | Sturm, Ruger & Co                                           |                                                                    | .380 ACP | Hoa Kỳ                                          | 2009           | Súng ngắn bán tự động                    |
| Ruger LC9                          | Sturm, Ruger & Co., Inc.                                    |                                                                    | 9×19mm Parabellum | Hoa Kỳ                                          | 2011           |                                          |
| Ruger MP9                          | Sturm, Ruger & Co., Inc.                                    | Tập tin:MP9.png                                                    | 9×19mm Parabellum | Hoa Kỳ                                          | 1995           | Súng ngắn tự động                        |
| Ruger P85                          | Sturm, Ruger & Co., Inc.                                    |                                                                    | 9×19mm Parabellum | Hoa Kỳ                                          | 1985           | Súng ngắn bán tự động                    |
| Ruger P89                          | Sturm, Ruger & Co., Inc.                                    |                                                                    | 9×19mm Parabellum | Hoa Kỳ                                          | 1991           | Súng ngắn bán tự động                    |
| Ruger P90                          | Sturm, Ruger & Co., Inc.                                    |                                                                    | .45 ACP | Hoa Kỳ                                          | 1991           | Súng ngắn bán tự động                    |
| Ruger P95                          | Sturm, Ruger & Co., Inc.                                    |                                                                    | 9×19mm Parabellum | Hoa Kỳ                                          | 1992           | Súng ngắn bán tự động                    |
| Ruger P97                          | Sturm, Ruger & Co., Inc.                                    |                                                                    | .40 S&W | Hoa Kỳ                                          | 1994           | Súng ngắn bán tự động                    |
| Ruger P345                         | Sturm, Ruger & Co., Inc.                                    |                                                                    | .45 ACP | Hoa Kỳ                                          | 2003           | Súng ngắn bán tự động                    |
| Ruger SR series                    | Sturm, Ruger & Co., Inc.                                    |                                                                    | 9×19mm Parabellum | Hoa Kỳ                                          | 2007           | Súng ngắn bán tự động                    |
| Ruger SR1911                       | Sturm, Ruger & Co., Inc.                                    |                                                                    | .45 ACP | Hoa Kỳ                                          | 2011           | Súng ngắn bán tự động                    |
| Sauer 38H                          | J. P. Sauer & Sohn                                          |                                                                    | .32 ACP | Đức                                             | 1938           | Súng ngắn bán tự động                    |
| Savage Model 1907                  | Savage Arms                                                 |                                                                    | .32 ACP .45 ACP .380 ACP | Hoa Kỳ                                          | 1905           | Súng ngắn bán tự động                    |
| Schwarzlose Model 1898             |                                                             | Tập tin:1898schwarzlose.jpg                                        | 7.65×25mm Borchardt 7.63×25mm Mauser                                                                                           | Đức                                             | 1898           | Súng ngắn bán tự động                    |
| Schönberger-Laumann 1892           |                                                             |                                                                    | | Bản mẫu:Flagcountryg                            | 1892           | Súng ngắn bán tự động                    |
| Semmerling LM4                     | Semmerling                                                  |                                                                    | .45 ACP | Hoa Kỳ                                          | Thập niên 1980 | Súng ngắn bán tự động                    |
| SIG P210                           | Swiss Arms AG                                               |                                                                    | 9×19mm Parabellum | Thụy Sĩ                                         | 1947           | Súng ngắn bán tự động                    |
| SIG P220                           | Swiss Arms AG                                               |                                                                    | .45 ACP 9×19mm Parabellum 7.65×21mm Parabellum 9mm Steyr 10mm Auto                                                             | Thụy Sĩ                                         | 1975           | Súng ngắn bán tự động                    |
| SIG P239                           | Swiss Arms AG                                               |                                                                    | 9×19mm Parabellum .40 S&W .357 SIG                                                                                             | Thụy Sĩ                                         | Thập niên 1990 | Súng ngắn bán tự động                    |
| SIG P226                           | Swiss Arms AG                                               |                                                                    | 9×19mm Parabellum .40 S&W .357 SIG                                                                                             | Thụy Sĩ                                         | 1996           | Súng ngắn bán tự động                    |
| SIG P250 DCc                       | Swiss Arms AG                                               |                                                                    | 9×19mm Parabellum | Thụy Sĩ                                         | 2007           |                                          |
| SIG P227                           | Swiss Arms AG                                               |                                                                    | .45 ACP | Thụy Sĩ                                         | 2012           | Súng ngắn bán tự động                    |
| SIG P228                           | Swiss Arms AG                                               |                                                                    | 9×19mm Parabellum | Thụy Sĩ                                         | 2012           | Súng ngắn bán tự động                    |
| SIG P229                           | Swiss Arms AG                                               |                                                                    | 9×19mm Parabellum .40 S&W .357 SIG                                                                                             | Thụy Sĩ                                         | 2012           | Súng ngắn bán tự động                    |
| Škorpion vz. 61                    | Česká Zbrojovka Uherský Brod                                |                                                                    | .32 ACP | Tiệp Khắc                                       | 1961           | Súng tiểu liên                           |
| Smith & Wesson Model 39            | Smith & Wesson                                              |                                                                    | 9×19mm Parabellum | Hoa Kỳ                                          | 1954           | Súng ngắn bán tự động                    |
| Smith & Wesson Model 59            | Smith & Wesson                                              |                                                                    | 9×19mm Parabellum | Hoa Kỳ                                          | 1971           | Súng ngắn bán tự động                    |
| Smith & Wesson Model 422           | Smith & Wesson                                              |                                                                    | .22 Long Rifle | Hoa Kỳ                                          | 1987           | Súng ngắn bán tự động                    |
| Smith & Wesson Model 1006          | Smith & Wesson                                              |                                                                    | 10mm Auto | Hoa Kỳ                                          | 1990           | Súng ngắn bán tự động                    |
| Smith & Wesson Model 5906          | Smith & Wesson                                              |                                                                    | 9×19mm Parabellum | Hoa Kỳ                                          | 1989           | Súng ngắn bán tự động                    |
| Smith & Wesson M&P                 | Smith & Wesson                                              | Tập tin:S&W M&P.40 left side.JPG                                   | .22 LR .380 ACP 9×19mm Parabellum .40 S&W .357 SIG .45 ACP                                                                     | Hoa Kỳ                                          | 2005           | Súng ngắn bán tự động                    |
| Smith & Wesson SW1911              | Smith & Wesson                                              |                                                                    | 9×19mm Parabellum .45 ACP | Hoa Kỳ                                          | 2003           | Súng ngắn bán tự động                    |
| SP-21 Barak                        | Israel Weapon Industries                                    |                                                                    | 9×19mm Parabellum .40 S&W .45 ACP                                                                                              | Israel                                          | 2002           | Súng ngắn bán tự động                    |
| Súng ngắn bắn dưới nước SPP-1      | Tula Arms Plant                                             |                                                                    | 4.5×40R | Liên Xô                                         | 1971           | Súng ngắn bắn dưới nước                  |
| Star Firestar M43                  | Star Bonifacio Echeverria, S.A.                             |                                                                    | 9×19mm Parabellum | Tây Ban Nha                                     | 1994           | Súng ngắn bán tự động                    |
| Star Model 14                      | Star Bonifacio Echeverria, S.A.                             |                                                                    | .32 ACP | Bản mẫu:Country data Tây Ban Nha thời Phục Hưng | 1919           | Súng ngắn bán tự động                    |
| Star Model S                       | Star Bonifacio Echeverria, S.A.                             |                                                                    | .380 ACP | Tây Ban Nha                                     |                | Súng ngắn bán tự động                    |
| Star Ultrastar                     | Star Bonifacio Echeverria, S.A.                             |                                                                    | 9×19mm Parabellum | Tây Ban Nha                                     | Thập niên 1990 | Súng ngắn bán tự động                    |
| Stechkin APS                       | Tula Arms Plant                                             |                                                                    | 9×19mm Parabellum 9×18mm Makarov                                                                                               | Liên Xô                                         | 1948           | Súng ngắn tự động                        |
| Steyr GB                           | Steyr Mannlicher                                            |                                                                    | 9×19mm Parabellum | Áo                                              | 1968           | Súng ngắn bán tự động                    |
| Steyr M                            | Steyr Mannlicher                                            |                                                                    | 9×19mm Parabellum | Áo                                              | 1999           | Súng ngắn bán tự động                    |
| Steyr TMP                          | Steyr Mannlicher                                            |                                                                    | 9×19mm Parabellum | Áo                                              | Thập niên 1990 | Súng ngắn tự động                        |
| Steyr Mannlicher M1901             | Steyr Mannlicher                                            |                                                                    | 7.65mm Mannlicher | Áo-Hung                                         | 1901           | Súng ngắn bán tự động                    |
| Steyr M1912                        | Steyr Mannlicher                                            |                                                                    | 9×23mm Steyr 9×19mm Parabellum                                                                                                 | Áo-Hung                                         | 1912           | Súng ngắn tự động                        |
| Súng ngắn Sugiura                  |                                                             |                                                                    | .32 ACP | Nhật Bản                                        |                | Súng ngắn bán tự động                    |
| Tanfoglio Force                    | Tanfoglio                                                   |                                                                    | 9×19mm Parabellum | Ý                                               | 1997           | Súng ngắn bán tự động                    |
| Tanfoglio GT27                     | Tanfoglio                                                   |                                                                    | .25 ACP | Ý                                               | 1962           | Súng ngắn bán tự động                    |
| Tanfoglio T95                      | Tanfoglio                                                   |                                                                    | 9×19mm Parabellum | Ý                                               | 1998           | Súng ngắn bán tự động                    |
| Taurus PT92                        | Forjas Taurus                                               |                                                                    | 9×19mm Parabellum | Brasil                                          | 1983           | Súng ngắn bán tự động                    |
| Taurus PT 24/7                     | Forjas Taurus                                               |                                                                    | 9×19mm Parabellum .40 S&W .45 ACP                                                                                              | Brasil                                          | 2004           | Súng ngắn bán tự động                    |
| Taurus Millennium series           | Forjas Taurus                                               |                                                                    | .45 ACP | Brasil                                          | 2005           | Súng ngắn bán tự động                    |
| Taurus PT1911                      | Forjas Taurus                                               |                                                                    | .45 ACP | Brasil                                          | 2005           | Súng ngắn bán tự động                    |
| TEC-9                              | Intratec                                                    |                                                                    | 9×19mm Parabellum | Hoa Kỳ                                          | Thập niên 1970 | Súng ngắn bán tự động, súng ngắn tự động |
| TP-82                              |                                                             |                                                                    | 40 gauge / 5.45×39mm | Liên Xô                                         | 1986           | Súng ngắn bán tự động                    |
| Súng ngắn TT                       | Tula Arms Plant                                             |                                                                    | 7.62×25mm Tokarev | Liên Xô                                         | 1930           | Súng ngắn bán tự động                    |
| Tokarev TT-33                      | Fedor Tokarev                                               |                                                                    | 7.62×25mm Tokarev | Liên Xô                                         | 1933           | Súng ngắn bán tự động                    |
| Súng ngắn Trejo                    | Armas Trejo S.A. Zacatlan                                   |                                                                    | .22Long Rifle .380 ACP | México                                          | Thập niên 1950 | Súng ngắn tự động                        |
| Kiểu 80 (súng ngắn)                | China North Industries Corporation                          |                                                                    | 7.62×25mm Tokarev | Trung Quốc                                      | 1980           | Súng ngắn tự động                        |
| Nambu Shiki 14                     | Kijiro Nambu                                                |                                                                    | 8×22mm Nambu | Nhật Bản                                        | 1925           | Súng ngắn bán tự động                    |
| Súng ngắn Kiểu 64                  | China North Industries Corporation                          |                                                                    | 7.62×17mm Type 64 | Trung Quốc                                      | 1960           | Súng ngắn bán tự động                    |
| Súng ngắn Kiểu 77                  | China North Industries Corporation                          |                                                                    | 7.62×17mm Type 64 9×19mm Parabellum                                                                                            | Trung Quốc                                      | 1976           | Súng ngắn bán tự động                    |
| UZI Pistol                         | Israel Military Industries                                  |                                                                    | 9×19mm Parabellum | Israel                                          | Thập niên 1980 | Súng ngắn bán tự động                    |
| Vektor CP1                         | Denel                                                       |                                                                    | 9×19mm Parabellum | Nam Phi                                         | 1996           | Súng ngắn bán tự động                    |
| Vektor SP1                         | Denel                                                       |                                                                    | 9×19mm Parabellum | Nam Phi                                         | 1992           | Súng ngắn bán tự động                    |
| Viper Jaws pistol                  | King Abdullah Design and Development Bureau                 |                                                                    | | Jordan · Hoa Kỳ                                 | 2005           | Súng ngắn bán tự động                    |
| Súng ngắn Vis                      | Fabryka Broni                                               |                                                                    | 9×19mm Parabellum | Đệ Nhị Cộng hòa Ba Lan                          | 1935           | Súng ngắn bán tự động                    |
| Volkspistole                       | Mauser                                                      |                                                                    | 9×19mm Parabellum | Đức                                             | Thập niên 1940 | Súng ngắn bán tự động                    |
| Walther CCP                        | Walther arms                                                |                                                                    | 9×19mm Parabellum | Đức                                             | 2014           | Súng ngắn bán tự động                    |
| Walther HP                         | Walther arms                                                |                                                                    | 9×19mm Parabellum | Đức                                             |                | Súng ngắn bán tự động                    |
| Walther Model 9                    | Walther arms                                                |                                                                    | .25 ACP | Cộng hòa Weimar                                 | 1921           | Súng ngắn bán tự động                    |
| Walther P5                         | Walther arms                                                |                                                                    | 9×19mm Parabellum | Đức                                             | Thập niên 1970 | Súng ngắn bán tự động                    |
| Walther P22                        | Walther arms                                                |                                                                    | .22 Long Rifle | Đức                                             | 1996           | Súng ngắn bán tự động                    |
| Walther P38                        | Walther arms                                                |                                                                    | 9×19mm Parabellum | Đức                                             | 1938           | Súng ngắn bán tự động                    |
| Walther P88                        | Walther arms                                                |                                                                    | 9×19mm Parabellum | Đức                                             | 1988           | Súng ngắn bán tự động                    |
| Walther P99                        | Walther arms                                                |                                                                    | 9×19mm Parabellum .40 S&W | Đức                                             | 1996           | Súng ngắn bán tự động                    |
| Walther PP                         | Walther arms                                                |                                                                    | .22 Long Rifle .380 ACP | Cộng hòa Weimar                                 | 1929           | Súng ngắn bán tự động                    |
| Walther PPK                        | Walther arms                                                |                                                                    | .22 Long Rifle .32 ACP .380 ACP                                                                                                | Cộng hòa Weimar                                 | 1931           | Súng ngắn bán tự động                    |
| Walther PK380                      | Walther arms                                                |                                                                    | .380 ACP | Đức                                             | 2009           | Súng ngắn bán tự động                    |
| Walther PPQ                        | Walther arms                                                |                                                                    | 9×19mm Parabellum .40 S&W 9×21mm                                                                                               | Đức                                             | 2011           | Súng ngắn bán tự động                    |
| Walther PPS                        | Walther arms                                                |                                                                    | 9×19mm Parabellum .40 S&W | Đức                                             | 2007           | Súng ngắn bán tự động                    |
| Walther TPH                        | Walther arms                                                |                                                                    | .22 Long Rifle .25 ACP | Đức                                             | 1961           | Súng ngắn bán tự động                    |
| Webley Self-Loading Pistol         | Webley & Scott                                              |                                                                    | .38 ACP .455 Webley | Anh Quốc                                        | 1910           | Súng ngắn bán tự động                    |
| Welrod                             | Birmingham Small Arms Company                               |                                                                    | .32 ACP | Anh Quốc                                        | 1943           | Súng ngắn bán tự động                    |
| Werder pistol model 1869           | Johann Ludwig Werder                                        |                                                                    | 11.5mm Werder | Bayern                                          | 1869           | Súng ngắn                                |
| Whitney Wolverine                  | Whitney Firearms Inc                                        |                                                                    | .22 Long Rifle | Hoa Kỳ                                          | 1953           | Súng ngắn bán tự động                    |
| Wildey                             | Wildey F.A. Incorporated                                    |                                                                    | .357 Wildey Magnum .44 Auto Mag .45 Winchester Magnum .41 Wildey Magnum .44 Wildey Magnum .45 Wildey Magnum .475 Wildey Magnum | Hoa Kỳ                                          | 1973           | Súng ngắn bán tự động                    |
| WIST-94                            | PREXER Ltd.                                                 |                                                                    | 9×19mm Parabellum | Ba Lan                                          | 1994           | Súng ngắn bán tự động                    |
| Z84                                | Star Bonifacio Echeverria, S.A.                             |                                                                    | 9×19mm Parabellum | Tây Ban Nha                                     | 1985           | Súng ngắn bán tự động                    |
| Zaragoza Corla                     | Fabrica de Armas Zaragoza                                   |                                                                    | .22 Long Rifle | México                                          |                | Súng ngắn bán tự động                    |
| Zastava P25                        | Zastava Arms                                                | Tập tin:Zastava-p25.png                                            | .25 ACP | Serbia                                          |                | Súng ngắn bán tự động                    |
| Zastava M57                        | Zastava Arms                                                |                                                                    | 7.62×25mm Tokarev | Nam Tư                                          | 1957           | Súng ngắn bán tự động                    |
| Zastava M70                        | Zastava Arms                                                |                                                                    | .32 ACP .380 ACP | Nam Tư                                          | 1970           | Súng ngắn bán tự động                    |
| Zastava M88                        | Zastava Arms                                                |                                                                    | 9×19mm Parabellum .40 S&W | Nam Tư                                          | 1987           | Súng ngắn bán tự động                    |
| Zastava PPZ                        | Zastava Arms                                                |                                                                    | 7.62×25mm Tokarev (chưa được xác nhận)                                                                                         | Serbia                                          | 2007           | Súng ngắn bán tự động                    |